# Mathias Vacek
Mathias Vacek (* 12. Juni 2002 in Beroun) ist ein tschechischer Radrennfahrer.

## Sportlicher Werdegang
Als Junior war Vacek parallel im Skilanglauf und im Radsport aktiv. Im Langlauf wurde er tschechischer Juniorenmeister über 10 km und war Teilnehmer an den Olympischen Jugend-Winterspielen 2020, bei denen er mehrere Platzierungen unter den Top 20 erzielte. Im Radsport war er Mitglied der Nationalmannschaft, 2019 belegte er bei der Saarland Trofeo den vierten Platz in der Gesamtwertung. In der Saison 2020 wurde er zunächst tschechischer Juniorenmeister und eine Woche später Junioren-Europameister jeweils im Einzelzeitfahren.
Nach diesen Erfolgen konzentrierte sich Vacek auf den Radsport und wurde zur Saison 2021 Mitglied im russischen UCI ProTeam Gazprom-RusVelo. Seinen ersten Sieg als Profi erzielte er gleich auf der UCI WorldTour, als er die sechste Etappe der UAE Tour 2022 im Sprint einer Ausreißergruppe für sich entschied.
Nachdem dem Team Gazprom die Lizenz entzogen wurde, war Vacek 2022 zunächst ohne Team und startete international für die Nationalmannschaft. Im Course de la Paix Grand Prix Jeseníky, einem Rennen des UCI Nations’ Cup U23, entschied er den Prolog für sich. Bei den tschechischen Meisterschaften wurde er U23-Meister im Einzelzeitfahren, bei den Europameisterschaften und Weltmeisterschaften 2022 gewann er jeweils die Silbermedaille im Straßenrennen; bei letzteren hatte er mit Jewgeni Federow ein Spitzenduo gebildet, zog gegen diesen aber im Sprint den kürzeren. Ende 2022 siegte er im Eintagesrennen Velká Bíteš–Brno–Velká Bíteš, das nicht zum UCI-Kalender gehörte.
Nachdem Vacek seit August 2022 bereits als Stagiaire bei Trek-Segafredo eingesetzt wurde, ist er seit der Saison 2023 festes Mitglied in diesem UCI WorldTeam. Im Juni 2023 wurde er erstmals tschechischer Meister im Straßenrennen in der Elite, im Jahr darauf im Einzelzeitfahren. Bei den Olympischen Sommerspielen 2024 in Paris belegte er im Einzelzeitfahren den 11. und im Straßenrennen den 15. Platz. Bei der Vuelta a España 2024, seiner ersten Grand Tour, belegte er im Auftaktzeitfahren den zweiten Platz hinter Brandon McNulty und trug drei Tage das weiße Trikot des Führenden in der Nachwuchswertung. Auf der siebten Etappe war er im Massensprint hinter Wout van Aert erneut Etappenzweiter. Nachdem er seine erste Grand Tour auf dem 61. Gesamtrang beendet hatte, wurde er am Ende der Saison Zweiter von Paris–Tours, wobei er sich nur dem Franzosen Christophe Laporte im Zwei-Mann-Sprint geschlagen geben musste.
Im Jahr 2025 startete Vacek bei der Valencia-Rundfahrt in die Saison. Gemeinsam mit seinen Teamkollegen gewann er das Mannschaftszeitfahren der 1. Etappe und führte für zwei Tage die Gesamtwertung an. Beim Giro d’Italia übernahm er nach dem Einzelzeitfahren der 2. Etappe die Führung in der Nachwuchswertung und verhalf seinem Teamkollegen Mads Pedersen zu drei Etappensiegen.

## Erfolge
2020
- Europameister – Einzelzeitfahren (Junioren)
- Tschechischer Meister – Einzelzeitfahren (Junioren)

2022
- eine Etappe UAE Tour
- Prolog und Nachwuchswertung Course de la Paix Grand Prix Jeseníky
- Europameisterschaften – Straßenrennen (U23)
- Weltmeisterschaften – Straßenrennen (U23)
- Tschechischer Meister – Einzelzeitfahren (U23)

2023
- Nachwuchswertung Baloise Belgium Tour
- Tschechischer Meister – Straßenrennen

2024
- Nachwuchswertung Tour of Norway
- Nachwuchswertung Baloise Belgium Tour
- Tschechischer Meister – Einzelzeitfahren

2025
- Tschechischer Meister – Straßenrennen, Einzelzeitfahren

## Grand-Tour-Platzierungen
| Grand Tour            | 2024 | 2025 |
| --------------------- | ---- | ---- |
| Giro d’ItaliaGiro     | –    | 57   |
| Tour de FranceTour    | –    |      |
| Vuelta a EspañaVuelta | 61   |      |